# Havnegrøften (Ho Sogn)
Havnegrøften er et vandløb der går fra Oksby til Ho Bugt. Vandløbet skiller Ho Klitplantage og Skallingen.  Her lå indtil 1634 fiskerlejet Sønderside. Under stormfloden i 1634 (Anden store manddrukning) blev Sønderside udslettet.  I de næste 400 år blev halvøen Skallingen dannet, der er under konstant forandring. Varde Museum er ved at finde fiskerlejet Sønderside der skulle ligge ved Havnegrøften.
55°31′39″N 8°14′20″Ø / 55.52750°N 8.23889°Ø
|  | Denne artikel om lokaliteten Havnegrøften (Ho Sogn) kan blive bedre, hvis der indsættes et (bedre) billede. Du kan hjælpe ved at afsøge Wikimedia Commons for et passende billede eller lægge et op på Wikimedia Commons med en af de tilladte licenser og indsætte det i artiklen. |